# 吳三畏
吴三畏（生卒年不詳），字、号不详，直隸人。清朝武狀元。
康熙三年（1664年），中式甲辰科一甲第一名武進士。康熙五年（1666年），任南赣镇城守营副将，中卫协副将。康熙十七年（1678年），任福建駐防漳州總兵官。康熙二十三年流徙寧古塔。